# Liste der Träger des Bayerischen Verdienstordens/D

## D
1. Johannes Dachsberger (1898–1981), Generalvikar in Passau (verliehen 1962)
2. Thomas Dachser (1906–1979), Unternehmer (verliehen am 8. Juni 1977)
3. Laura Dahlmeier (1993–2025), Biathletin (verliehen am 8. Juli 2021)
4. Hanns Dahn (1888–1969), Präsident der Rechtsanwaltskammer München (verliehen am 3. Juli 1959)
5. Erich Dahringer, Unternehmer, Ehrenpräsident des Landesverbandes der Bayerischen Spediteure e. V. (verliehen am 9. Juli 2009)
6. Gerhard Dambeck, Amtsgerichtsdirektor (verliehen am 14. Juli 2005)
7. Uschi Dämmrich von Luttitz, Fernsehmoderatorin und Schauspielerin (verliehen am 9. Juli 2025)
8. Diana Damrau (* 1971), Bayerische Kammersängerin (verliehen am 13. Juli 2016)
9. Hannelore Daniel (* 1954), Ernährungswissenschaftlerin (verliehen am 22. Juli 2019)
10. Albin Dannhäuser, Präsident des Bayerischen Lehrer- und Lehrerinnenverbandes (verliehen am 17. Juli 2003)
11. Hermann Dannheimer (1929–2020), Mittelalterarchäologe, Direktor der Prähistorischen Staatssammlung München (verliehen 1994)
12. Juliana Daum, Vorsitzende im Verbraucherservice Bayern e.V. im Katholischen Deutschen Frauenbund (verliehen am 14. März 2022)
13. Bill Deck (verliehen am 9. Juli 2025)
14. Albert Decker (1883–1967), Senatspräsident am Bayer. Verwaltungsgerichtshof (verliehen am 3. Juli 1959)
15. Anton Degen (1920–1978), Mitglied des Bayerischen Landtags (verliehen am 9. Juni 1969)
16. Jacques Delors (1925–2023), Präsident der Kommissionen der Europäischen Gemeinschaften (verliehen am 1. Februar 1991)
17. Catherine Demeter (* 1963), Wirtschaftsmanagerin und Philanthropin (verliehen am 8. Juli 2021)
18. Marianne Deml (* 1949), Staatssekretärin a. D., Landtagsabgeordnete (verliehen am 5. Juli 2006)
19. Reinhard Demoll (1882–1960), Zoologe (verliehen am 3. Juli 1959)
20. Karin Dengler-Schreiber (* 1947), Historikerin, Leiterin des Welterbe-Büros Bamberg (verliehen am 9. Juli 2009)
21. Christine Denzler-Labisch, Ehrenvorsitzende des Bayerischen Hospizverbandes, Geschäftsführerin der Hospizakademie in Bamberg (verliehen am 12. Juli 2004)
22. Thomas Diehl (1951–2017), Unternehmer (verliehen am 14. Juli 2005)
23. Angelika Diekmann (* 1947), Verlegerin (verliehen 2013)
24. Axel Diekmann (* 1944), Verleger, Vorsitzender der Dr. Hans-Kapfinger-Stiftung (verliehen 2002)
25. Klaus-Günter Dietel (* 1940), Landrat des Landkreises Bayreuth 1978–2008(verliehen am 20. Juni 2001)
26. Werner Heinz Dieter, Vorsitzender des Vorstandes der Mannesmann AG (verliehen am 4. Juli 1991)
27. Kurt Dieterich (1898–1968), Direktor der Neuen Baumwollweberei Hof (verliehen am 15. Dezember 1959)
28. Helmut Dietl (1944–2015), Regisseur (verliehen am 14. Juli 2005)
29. Hermann Dietzfelbinger (1908–1984), Landesbischof der Evang.-Lutherischen Kirche in Bayern (verliehen 20. Juni 1958)
30. Schwester M. Judith Dinkel, ehemalige Generaloberin der Kongregation der St. Franziskusschwestern (verliehen am 20. Juni 2001)
31. Otto Dippelhofer (1909–1989), Brigadegeneral a. D. (verliehen am 9. Juni 1969)
32. Uschi Disl (* 1970), Biathletin (verliehen am 5. Juli 2006)
33. Wolfgang Doberauer (1921–2013), Wirtschaftsjurist
34. Friedrich Döbler, Konsul und Unternehmer (verliehen am 8. Juni 1977)
35. Renate Dodell (* 1952), Landtagsabgeordnete (verliehen am 14. Juli 2005)
36. Dieter Döhla (* 1944), ehemaliger Oberbürgermeister der Stadt Hof (verliehen am 20. Juli 2011)
37. Franz Dölger (1891–1968), Professor, Byzantinist (verliehen am 20. November 1959)
38. Hans Döllgast (1891–1974), Architekt und Graphiker (verliehen am 3. Juli 1959)
39. Seban Dönhuber (1934–2023), Landrat und ehemaliger Senator (verliehen am 4. Juli 1991)
40. Sabine Doering-Manteuffel (* 1957), Präsidentin der Universität Augsburg (verliehen am 14. März 2022)
41. Jürgen Doetz (* 1944), Geschäftsführer von SAT.1, Präsident des Verbandes Privater Rundfunk und Telekommunikation (verliehen am 7. Juli 1999)
42. Klaus Doldinger (* 1936), Musiker, Komponist (verliehen 2007)
43. Theodor Dombart (1884–1969), Architekt, Hochschullehrer, Heimatforscher (verliehen am 4. Mai 1965)
44. Johann Donauer, Stifter, Kaufmann (verliehen am 17. Dezember 2014)
45. Leokardia Donauer, Stifterin, Kauffrau (verliehen am 17. Dezember 2014)
46. Karl Donderer (1884–1976), Landrat des Landkreises Wegscheid 1952–1966 (verliehen am 15. Dezember 1959)
47. Heinz Donhauser (* 1951), Landtagsabgeordneter (1990–2013) (verliehen 11. Juli 2008)
48. Josef Donsberger (1898–1963), Geschäftsführender Vorsitzender des Bundes Bayer. Beamtenverbände (verliehen am 3. Juli 1959)
49. Julius Döpfner (1913–1976), Kardinal (verliehen 1962)
50. Margarete Doppler, (verliehen am 5. Juli 2023)
51. Georg Dora, ehemalige Bürgermeister von Burgkunstadt (verliehen am 17. Juli 2003)
52. Reinhard Dörfler, Hauptgeschäftsführer der Industrie- und Handelskammer für München und Oberbayern und des Bayerischen Industrie- und Handelskammertages (verliehen am 5. Juli 2006)
53. Hanns Dorfner (* 1942), Landrat (verliehen am 12. Juli 2004)
54. Renate Döring, Erste Vorsitzende des Vereins Lebenshilfe Kronach (verliehen am 12. Juli 2004)
55. Dieter Dorn (* 1935), Schauspieler, Regisseur und Intendant (verliehen 1994)
56. Erika Dorn-Köth, Kammersängerin (verliehen am 15. Dezember 1959)
57. Claude Dornier (1884–1969), Flugzeugkonstrukteur und Fabrikbesitzer (verliehen am 15. Dezember 1959)
58. Claudius Dornier (1914–1986), Vorsitzender der Geschäftsführung der Dornier GmbH (verliehen am 9. Juni 1969)
59. Doris Dörrie (* 1955), Filmregisseurin (verliehen am 19. Juli 2000)
60. Jürgen Drews (* 1945), Sänger (verliehen am 9. Juli 2025)
61. Richard Drexl (* 1952), Präsident des Bayerischen Soldatenbundes (verliehen am 9. Juli 2025)
62. Heinrich Drimmel (1912–1991), Bundesminister für Unterricht der Republik Österreich (verliehen am 19. November 1960)
63. Albert Duin (* 1953), Landtagsabgeordneter (verliehen am 5. Juli 2023)
64. Ursula Dumann-Specht, sozial und gesellschaftlich engagierte Bürgerin (verliehen am 27. Juni 2018)
65. Otto Dufter (1934–2019), Landesvorsitzender des Bayerischen Trachtenverbandes e. V. (verliehen am 17. Juli 2003)
66. Hans Wilhelm Dümmler, Generaldirektor (verliehen am 3. Juli 1959)
67. Leonhard Dunstheimer (* 1948), ehemaliger Vorsitzender des Vorstandes der Raiffeisen-Volksbank Ries eG, ehemaliger ehrenamtlicher Präsident des Landesverbandes des Genossenschaftsverbandes Bayern e.V. (verliehen am 9. Juli 2009)
68. Heinz Durner (verliehen am 22. Juli 2019)
69. Luis Durnwalder (* 1941), Landeshauptmann Südtirols, (verliehen 1981)
70. Edith Dürr, Vorstandsvorsitzende der Schwesternschaft München vom Bayerischen Roten Kreuz(verliehen am 27. Juni 2018)
71. Maria Dußmann, (verliehen am 22. Juli 2019)